# Maupas (Gers)
Maupas (gaskognisch: Maupàs) ist eine französische Gemeinde mit 198 Einwohnern (Stand 1. Januar 2022) im Département Gers in der Region Okzitanien (bis 2015 Midi-Pyrénées); sie gehört zum Arrondissement Condom und zum Gemeindeverband Grand Armagnac. Die Bewohner nennen sich Maupassois/Maupassoises.

## Geografie
Maupas liegt im Westen der Region Okzitanien und ist umgeben von den Nachbargemeinden Estang im Norden und Nordosten, Panjas im Osten und Südosten, Laujuzan im Süden, Monlezun-d’Armagnac im Südwesten, Toujouse im Westen sowie Castex-d’Armagnac im Westen und Nordwesten.

## Bevölkerungsentwicklung
| Jahr                       | 1793 | 1861 | 1881 | 1962 | 1968 | 1975 | 1982 | 1990 | 1999 | 2006 | 2011 | 2017 |
| Einwohner                  | 455  | 510  | 495  | 288  | 265  | 239  | 225  | 206  | 212  | 198  | 192  | 203  |
| Quellen: Cassini und INSEE |      |      |      |      |      |      |      |      |      |      |      |      |

## Sehenswürdigkeiten

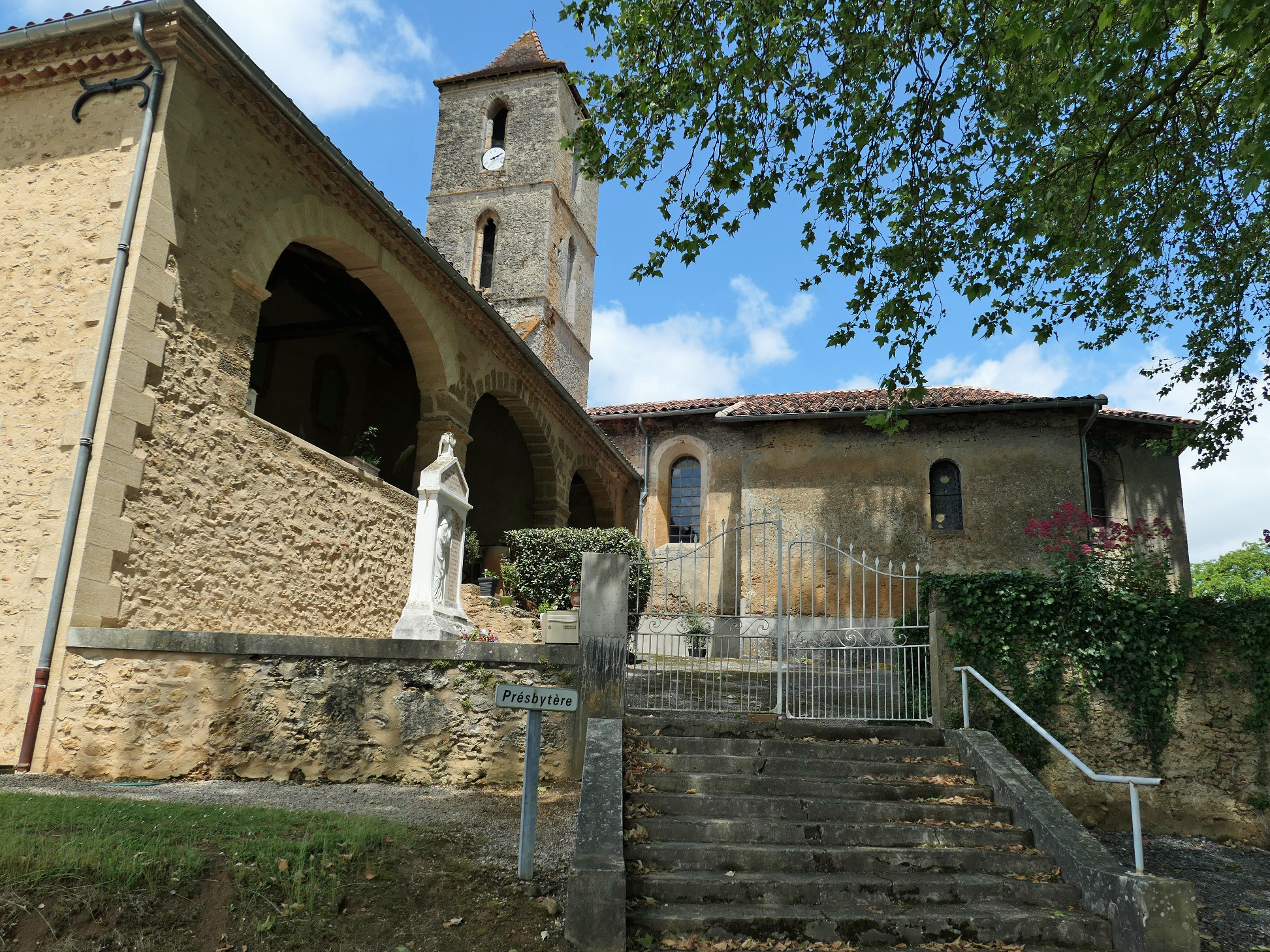
Kirche Saint-Jean-Baptiste

- Kirche Saint-Jean-Baptiste aus dem 15. Jahrhundert